# 장바티스트 반 로
장바티스트 반 로(프랑스어: Jean-Baptiste van Loo, 1684년 1월 14일~1745년 12월 19일)는 프랑스의 화가이자 초상화가이다. 그의 남동생은 화가 샤를앙드레 반 로이다.

## 생애 및 경력
장바티스트 반 로는 1684년 엑상프로방스에서 태어났으며, 화가인 아버지 루이에이브러햄 반 로에게서 미술을 배웠다. 그의 할아버지는 화가 자코브 반 로였다. 어린 시절에 엑상의 교회와 공공 건물을 장식하기 위해 여러 그림을 제작한 그는 툴롱에서도 비슷한 작업에 고용되었는데, 1707년 툴롱 전투 동안에는 툴롱을 떠나야 했다.

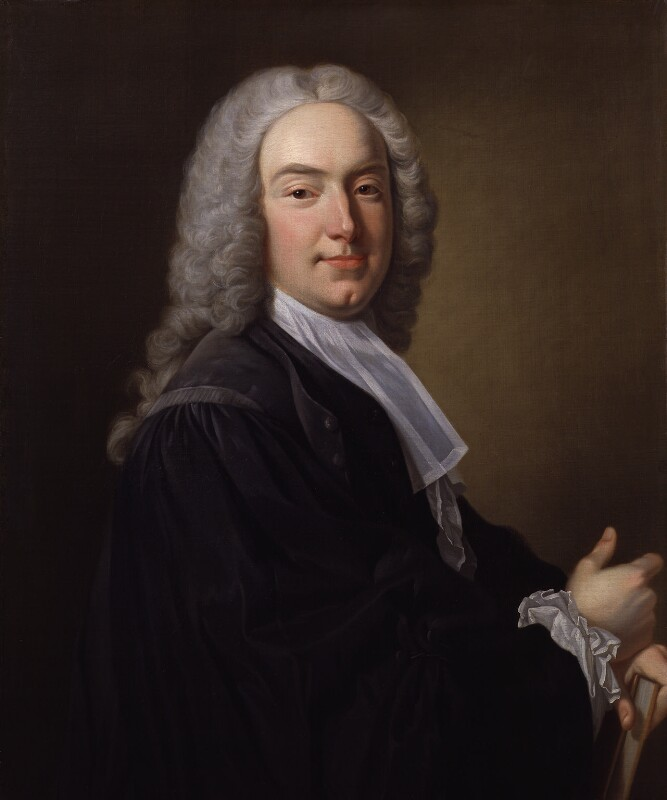
윌리엄 머리의 초상화, 1737년경, 런던 국립 초상화 미술관

그는 카리냥 에마뉘엘 필리베르 공자의 후원을 받으며 로마로 가서 베네데토 루티 밑에서 그림을 배웠다. 그는 로마에 있는 교회들을 위해 많은 그림을 그렸으며, 특히 산타 마리아 인 몬티첼리 교회의 《채찍질 당하는 그리스도》는 극찬을 받았다. 토리노에서 그는 카를로 에마누엘레 2세 디 사보이아 공작과 그의 궁정의 여러 구성원들을 그렸다. 그는 파리로 이사하여 왕립 회화 조각 아카데미의 회원으로 선출되었고 다양한 제단화를 제작했으며 퐁텐블로궁에서 프란체스코 프리마티초의 작품을 복원했다. 그는 또한 파리에 살거나 파리를 방문하는 귀족들의 초상화를 그렸는데, 그 중에는 나중에 그의 친구이자 제1대 맨스필드 백작이 된 젊은 시절의 윌리엄 머리의 초상화도 있다.
1737년에 그는 영국으로 가서 영국의 배우 콜리 시버와 연극 기획자 오언 스위니의 초상화로 주목을 받았다. 후자는 반 로의 다른 많은 작품들과 마찬가지로 존 페이버 더 영거에 의해 메조틴트로 조각되었다. 그는 또한 재무장관으로 재임하던 시절의 로버트 월폴 경과 그의 초상화를 그렸는데, 반 로가 그린 이 초상화는 현재 런던 국립 초상화 미술관에 소장되어 있다. 또한 반 로는 웨일스의 왕자와 왕세자비의 초상화도 그렸다. 그러나 반 로는 건강이 악화되어 영국에서 오랫동안 활동하지 못했다. 그는 1742년에 파리로 돌아갔고, 그 후 엑상프로방스로 돌아가 1745년 12월 19일에 사망했다. 그의 모습은 인상적이고 충실했지만 아첨하는 경우는 드물었고 그의 머리는 강렬한 색상을 띠고 있었다.

## 작품

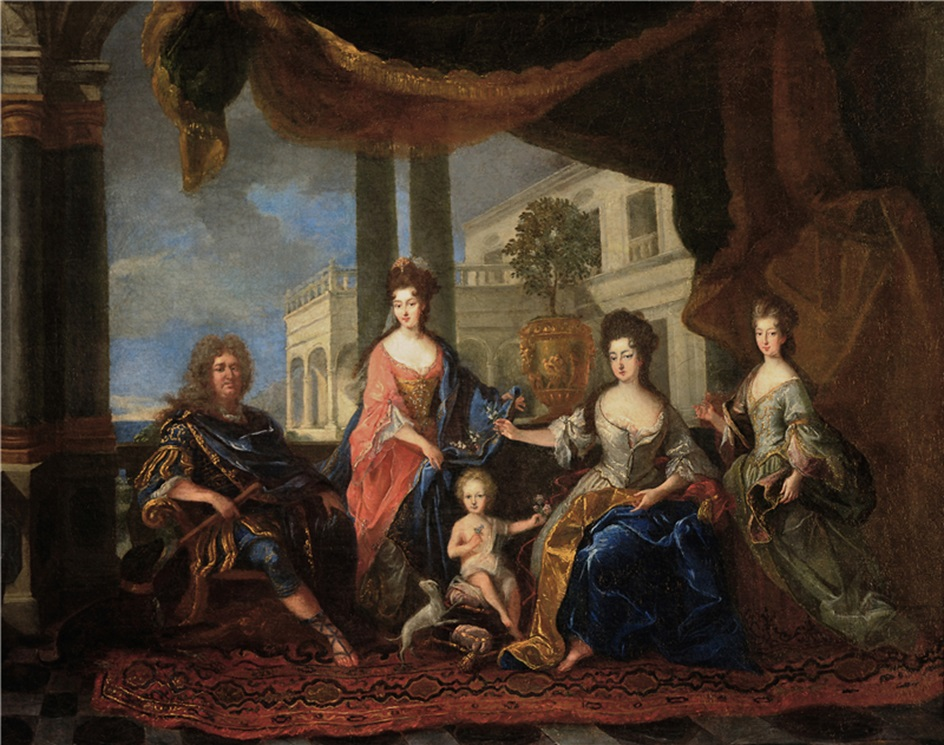
《모나코 왕자 안토니오 1세의 가족》, 1712년, 모나코 대공궁 기록 보관소
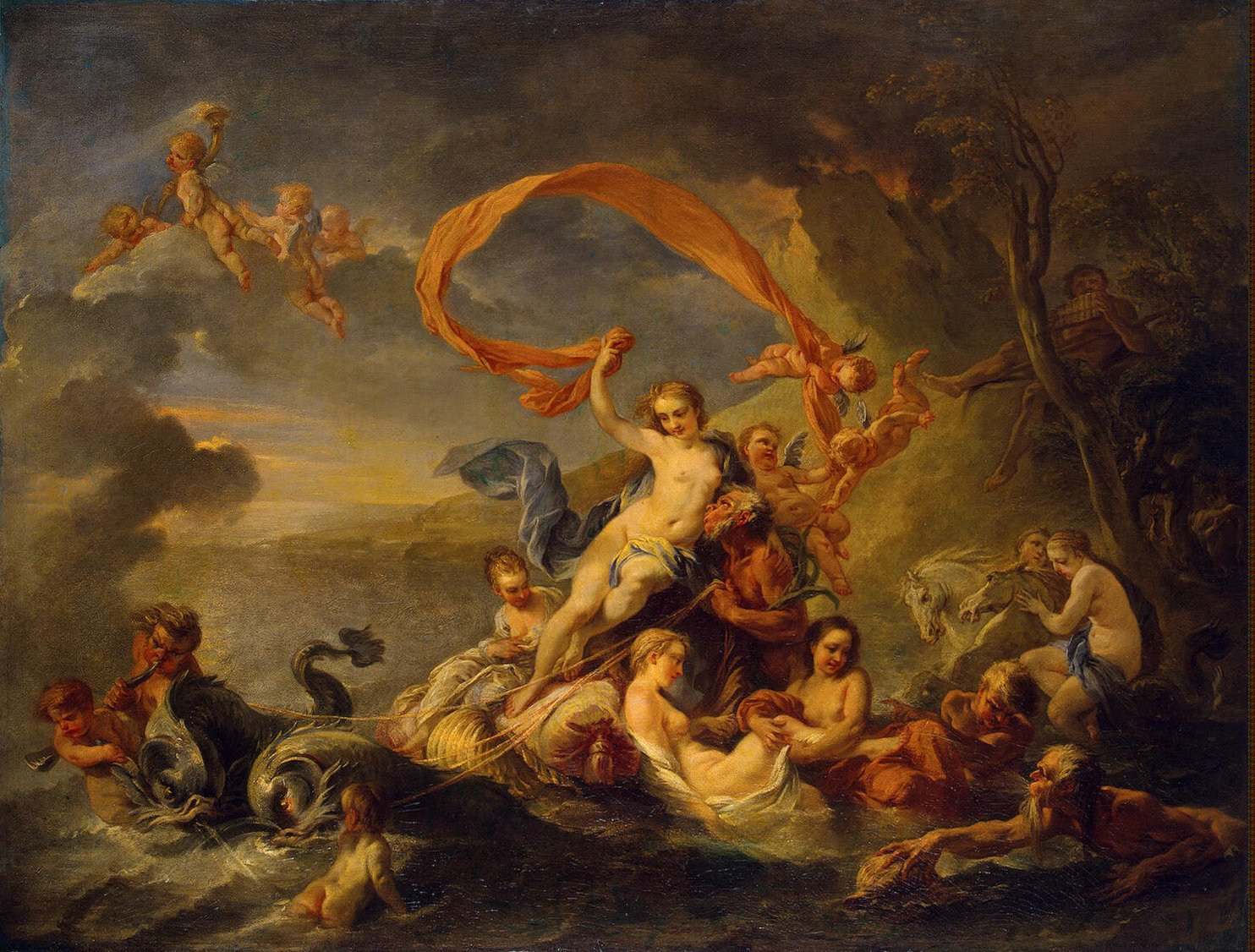
《갈라테이아의 승리》, 1720년, 에르미타시 박물관
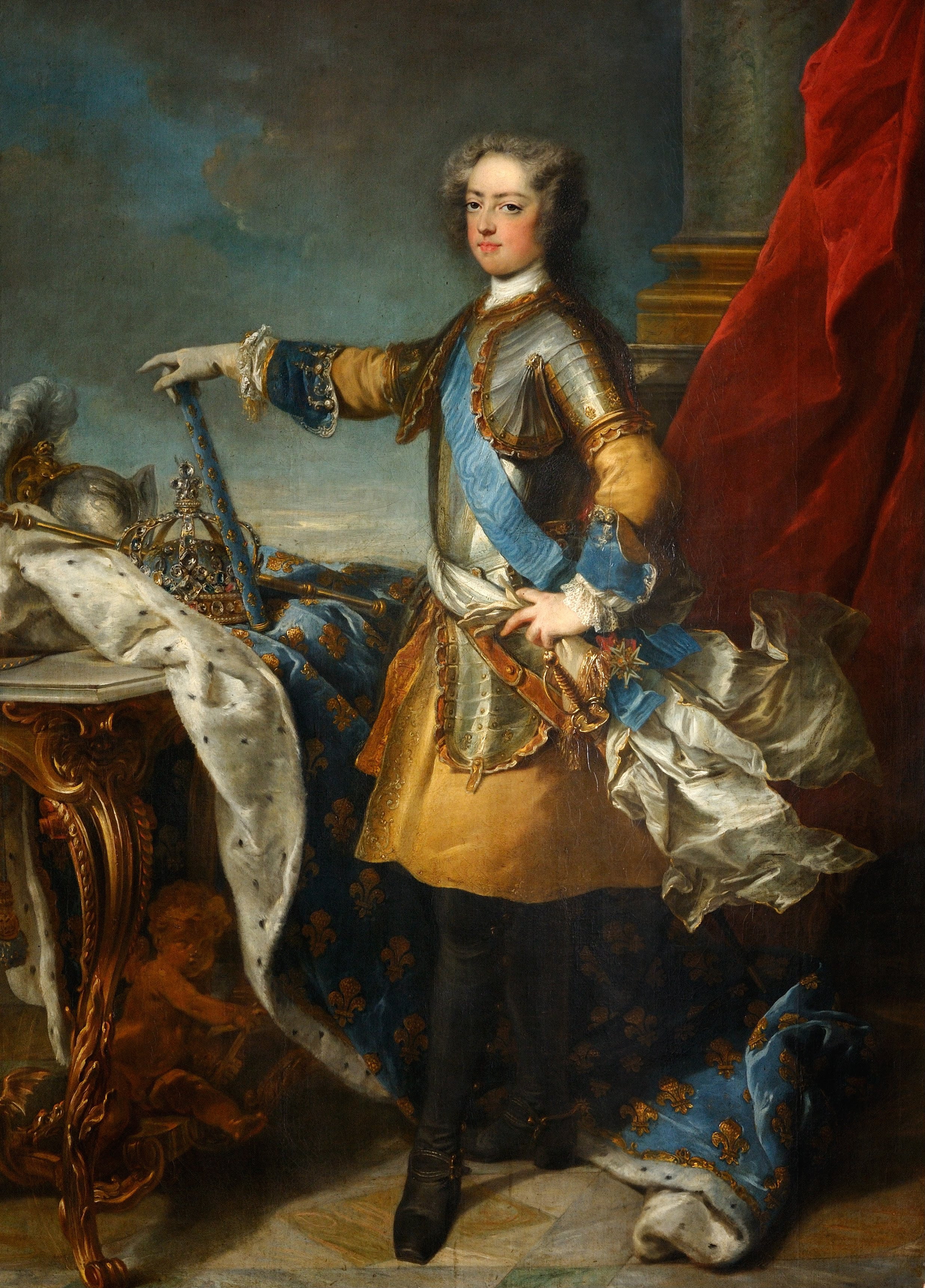
《프랑스와 나바르의 국왕 루이 15세》, 1723년경, 베르사유궁
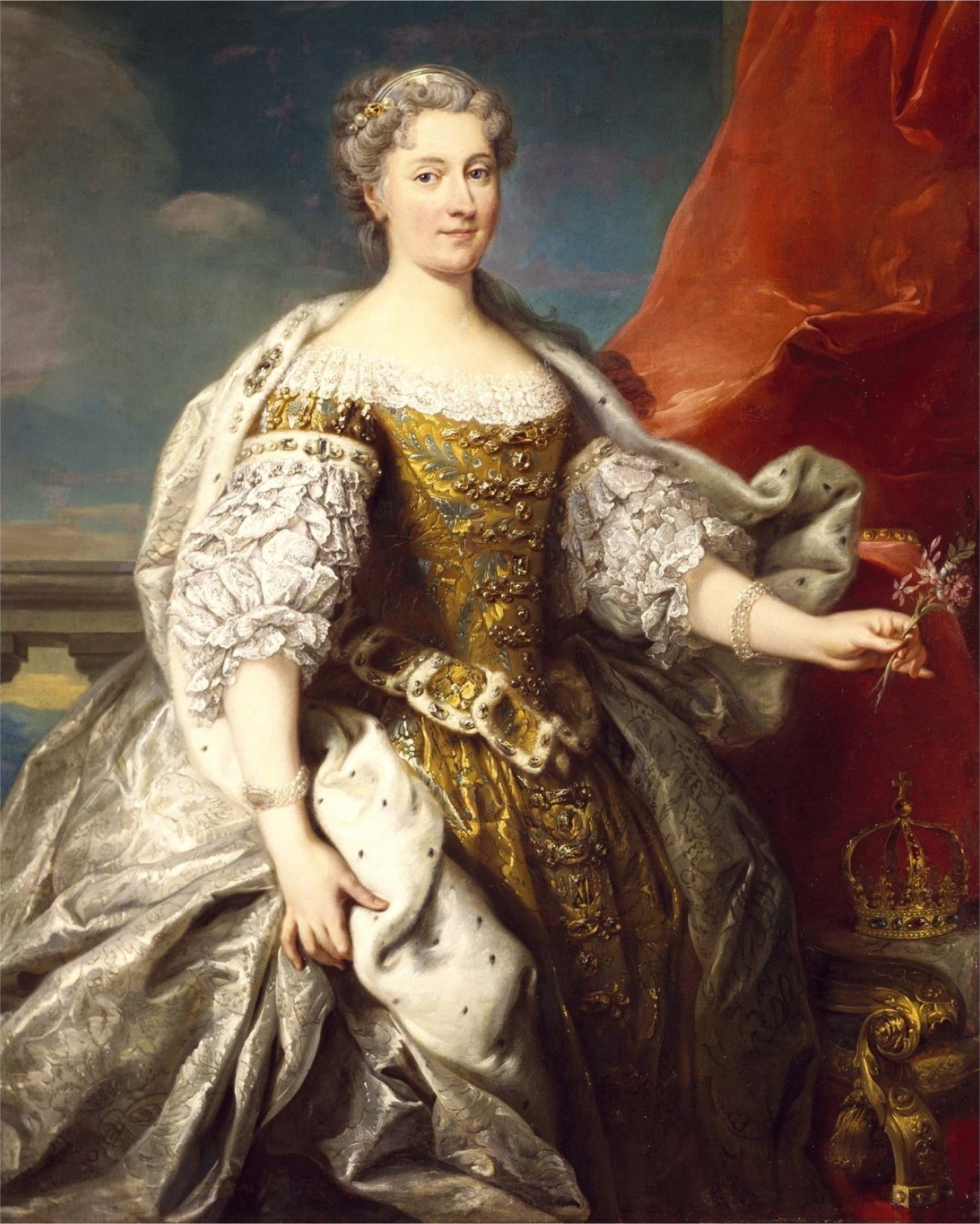
카타지나 오팔린스카의 초상화, 1725년경, 베르사유궁
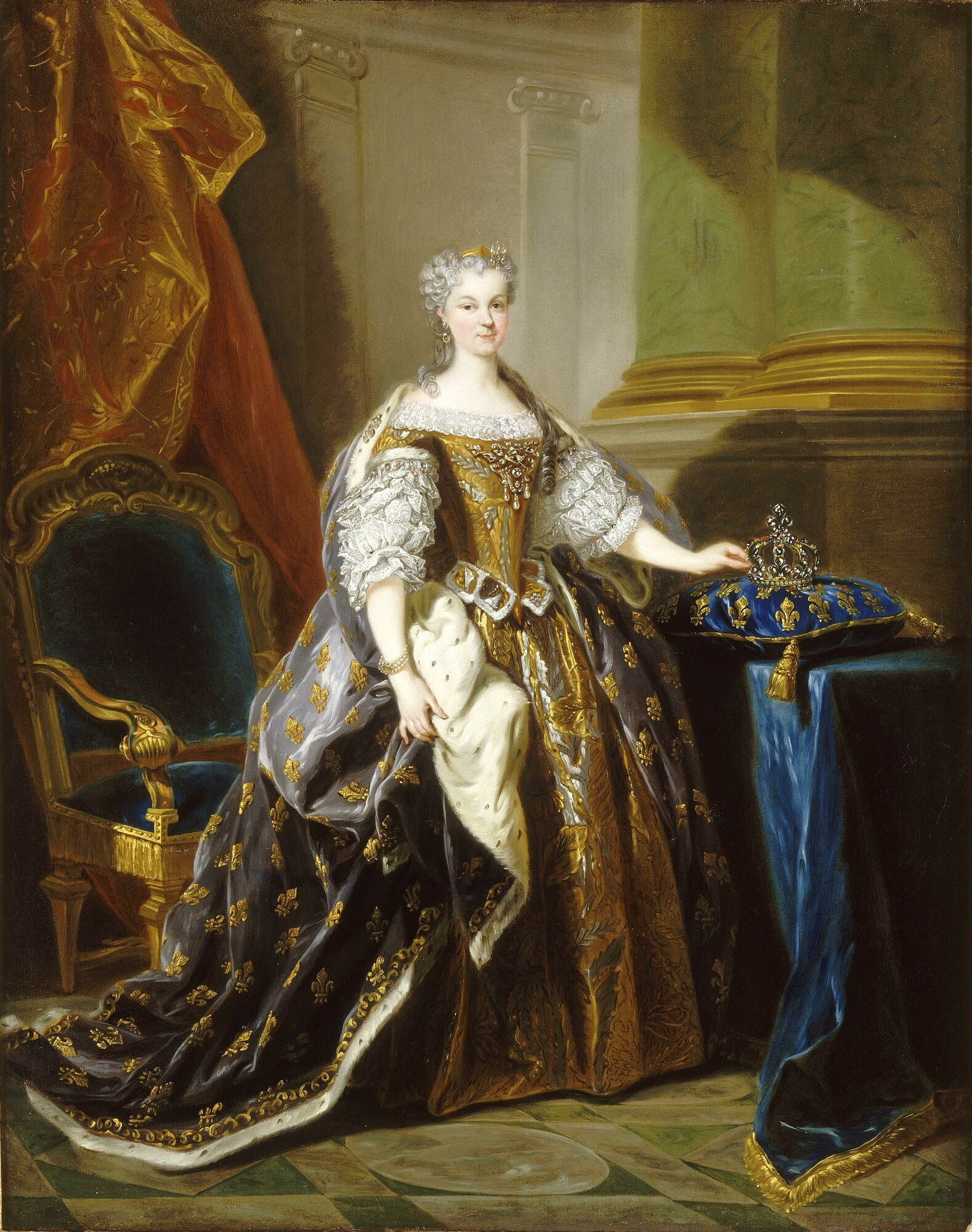
마리아 레슈친스카의 초상화, 1725년경, 베르사유궁
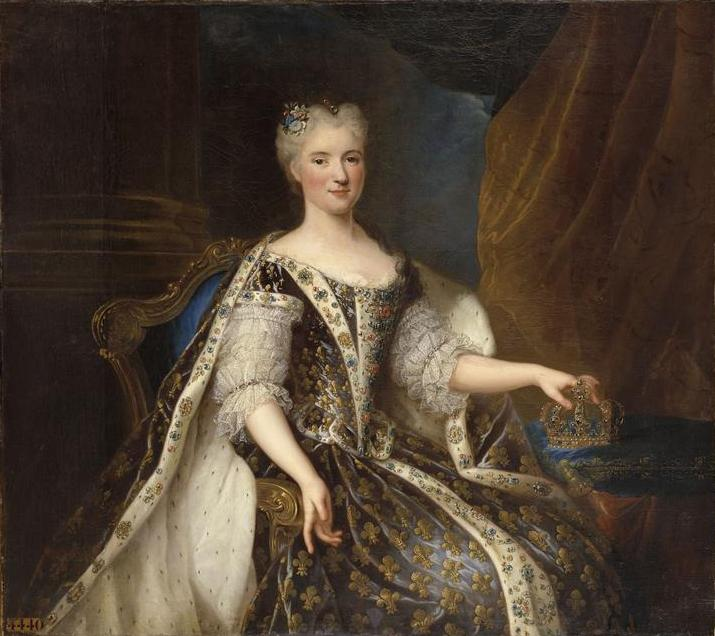
마리아 레슈친스카 여왕, 1726년, 베르사유궁
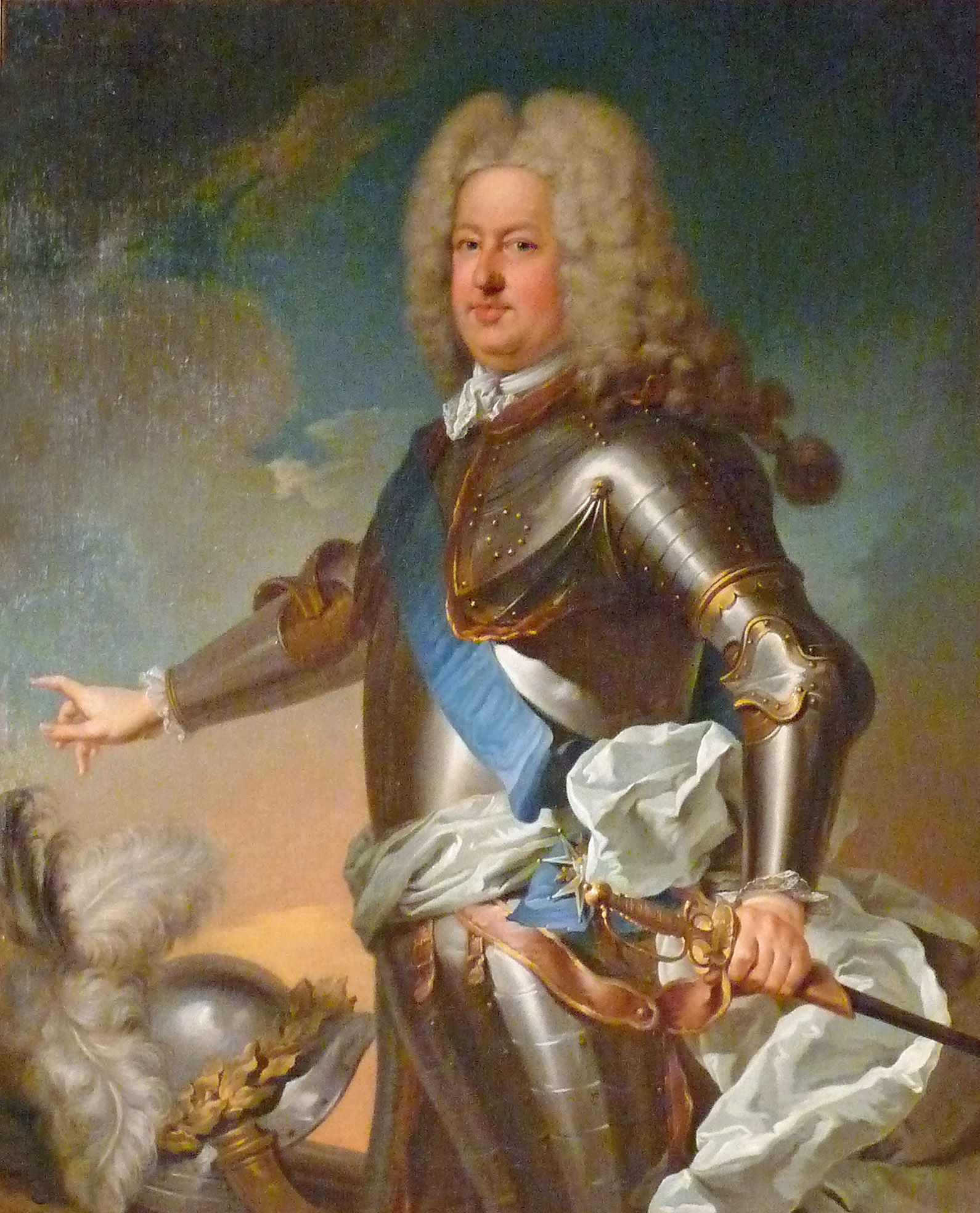
스타니스와프 레슈친스키의 초상화, 1727년, Musée Barrois
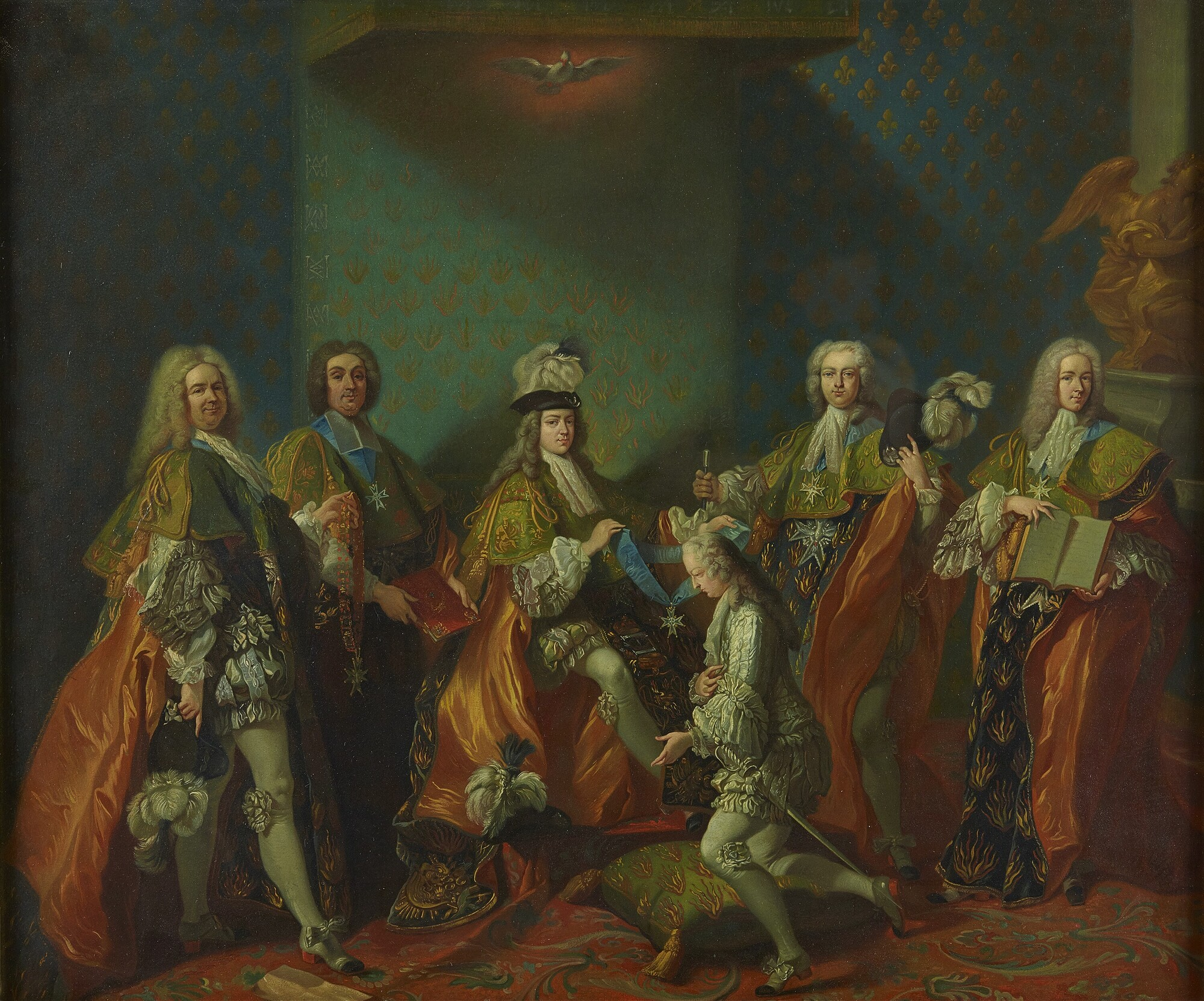
《클레르몽 백작에게 성령 훈장을 수여하는 루이 15세》, 1730년, 베르사유궁
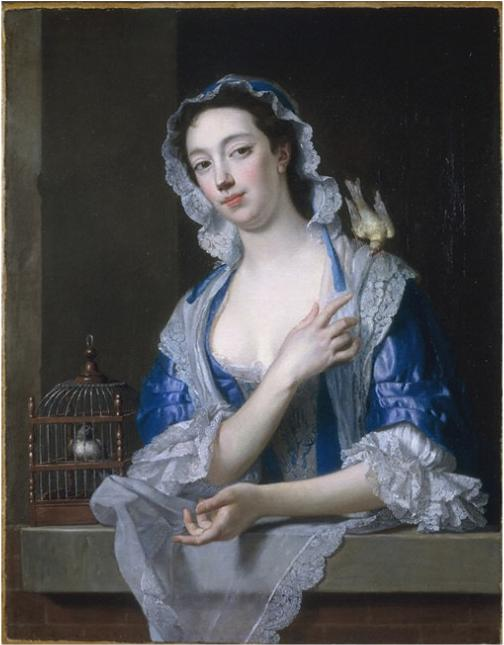
배우 마가렛('페그') 워핑턴의 초상화, 1738년경, 빅토리아 앨버트 박물관
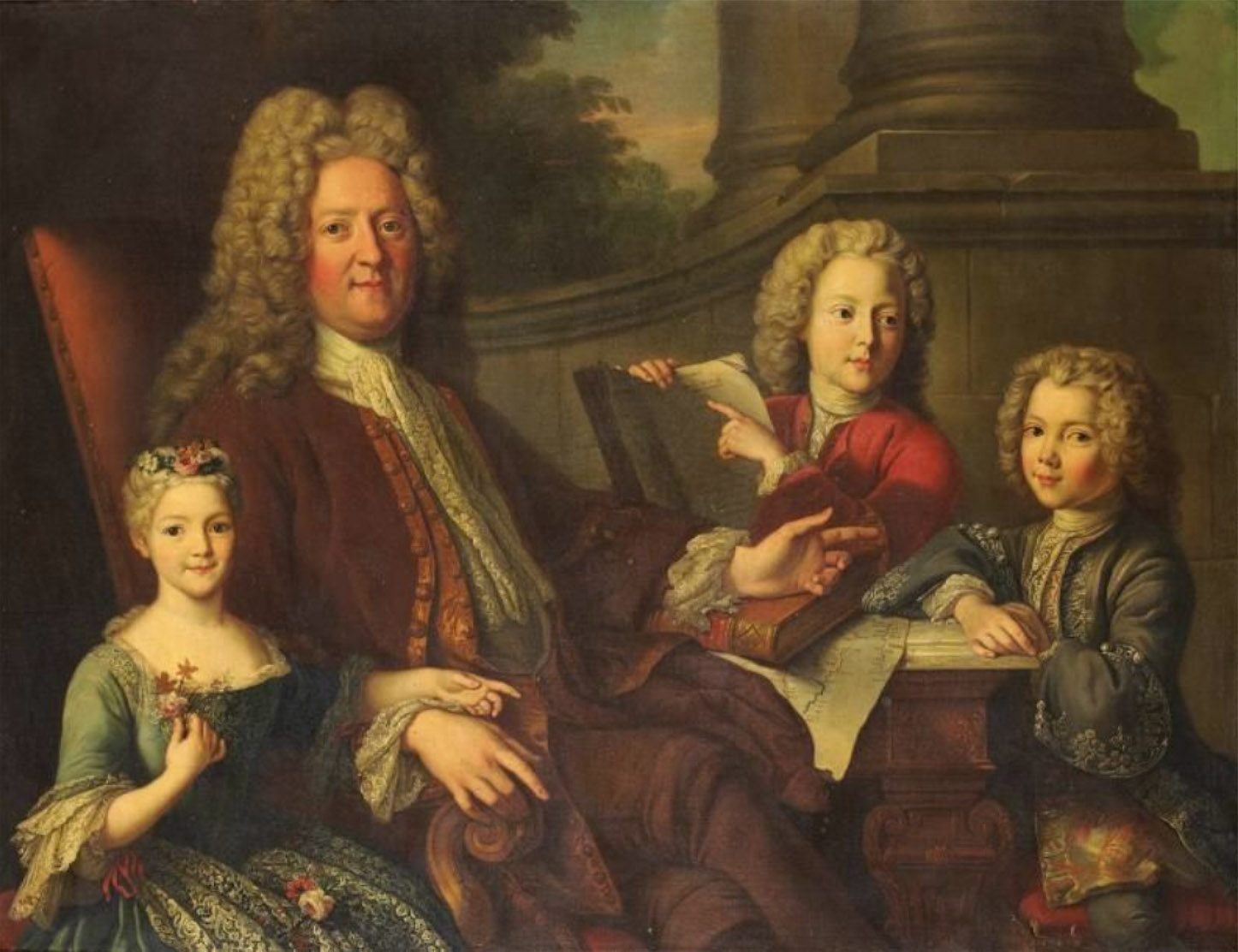
《두 아들과 외동딸과 함께 있는 메인 공작 루이 오귀스트》
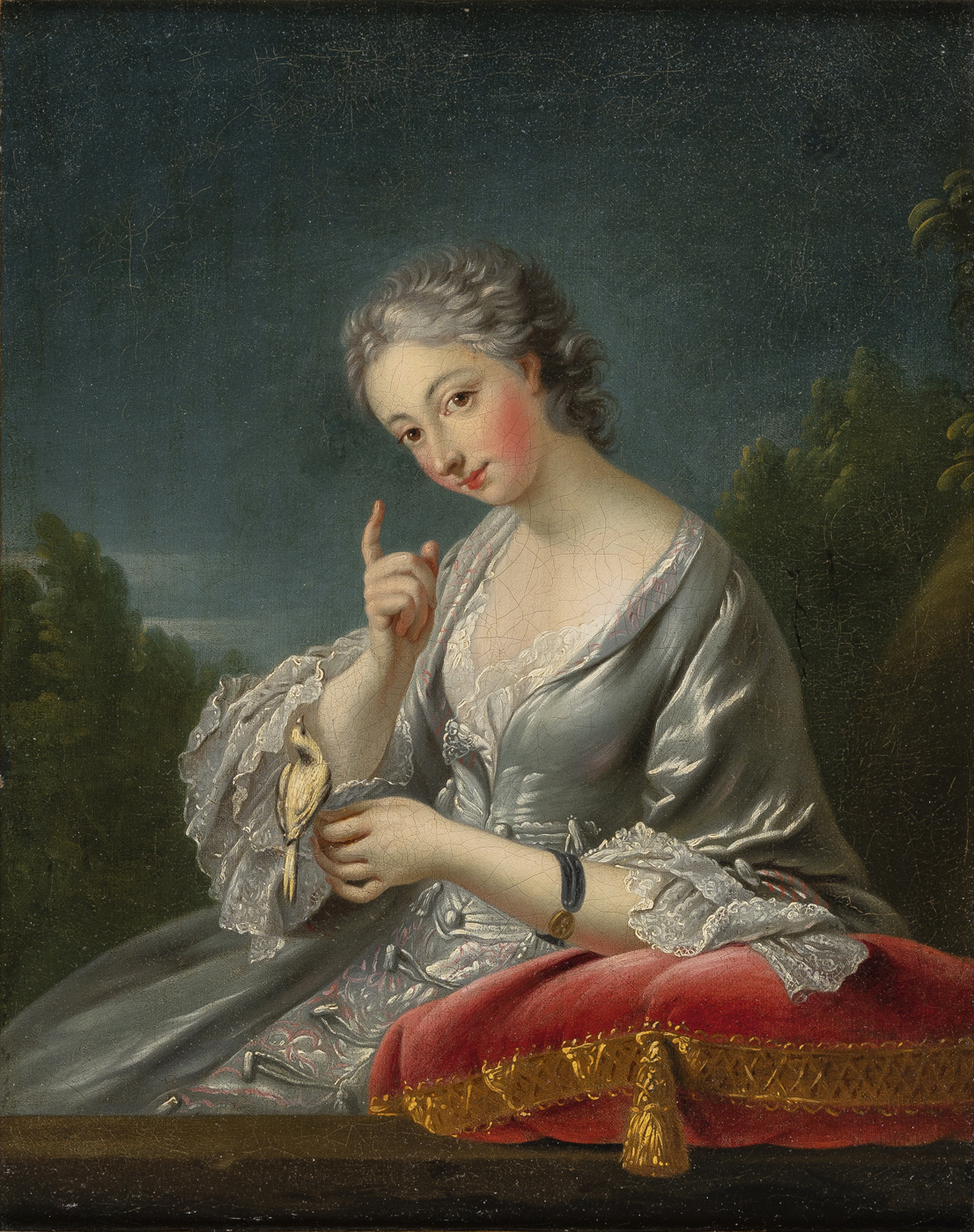
잔 아녜스 베르틀로 플레뇌프 드 프리에 후작부인의 초상화
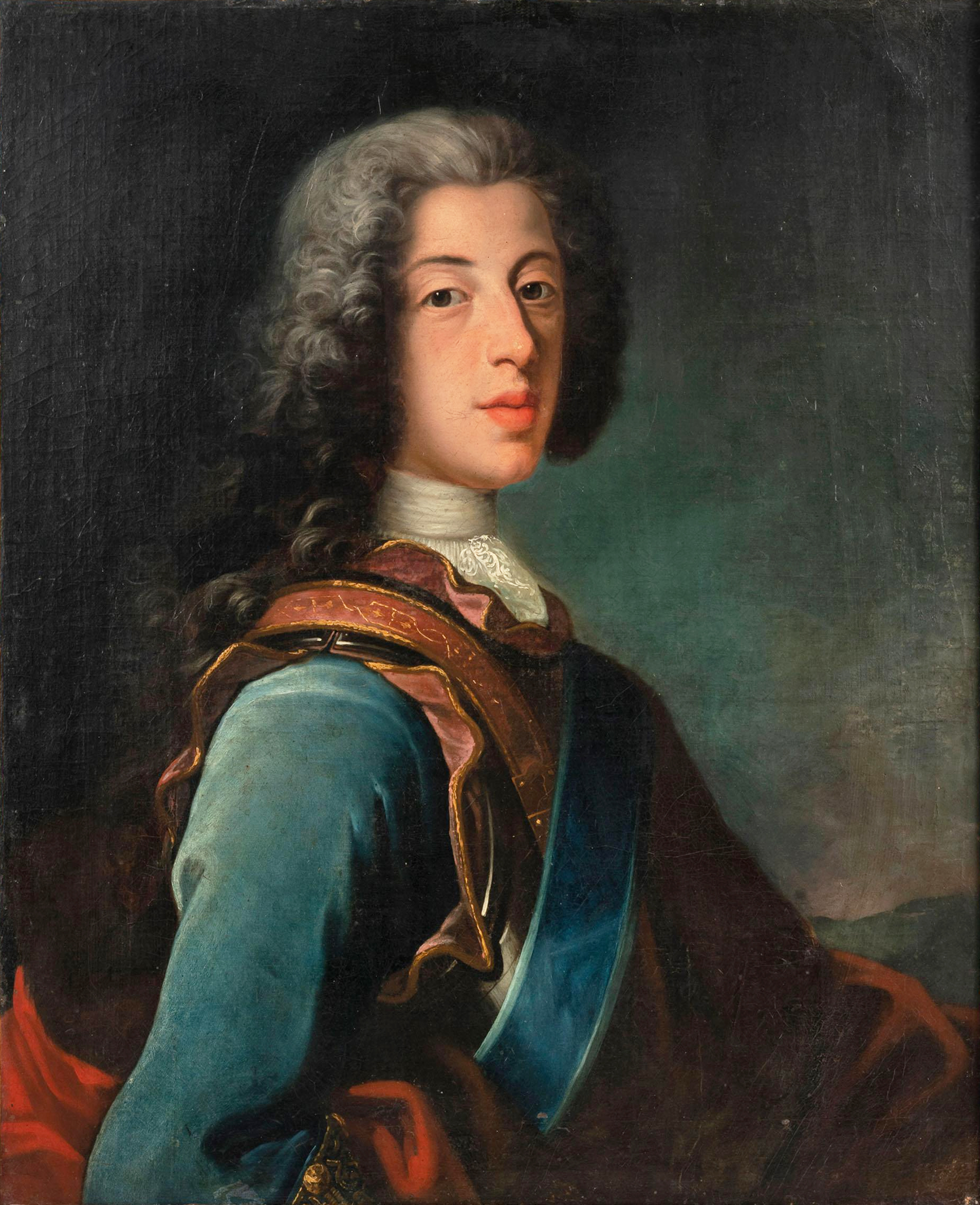
요한 테오도어 폰 바이에른의 초상화
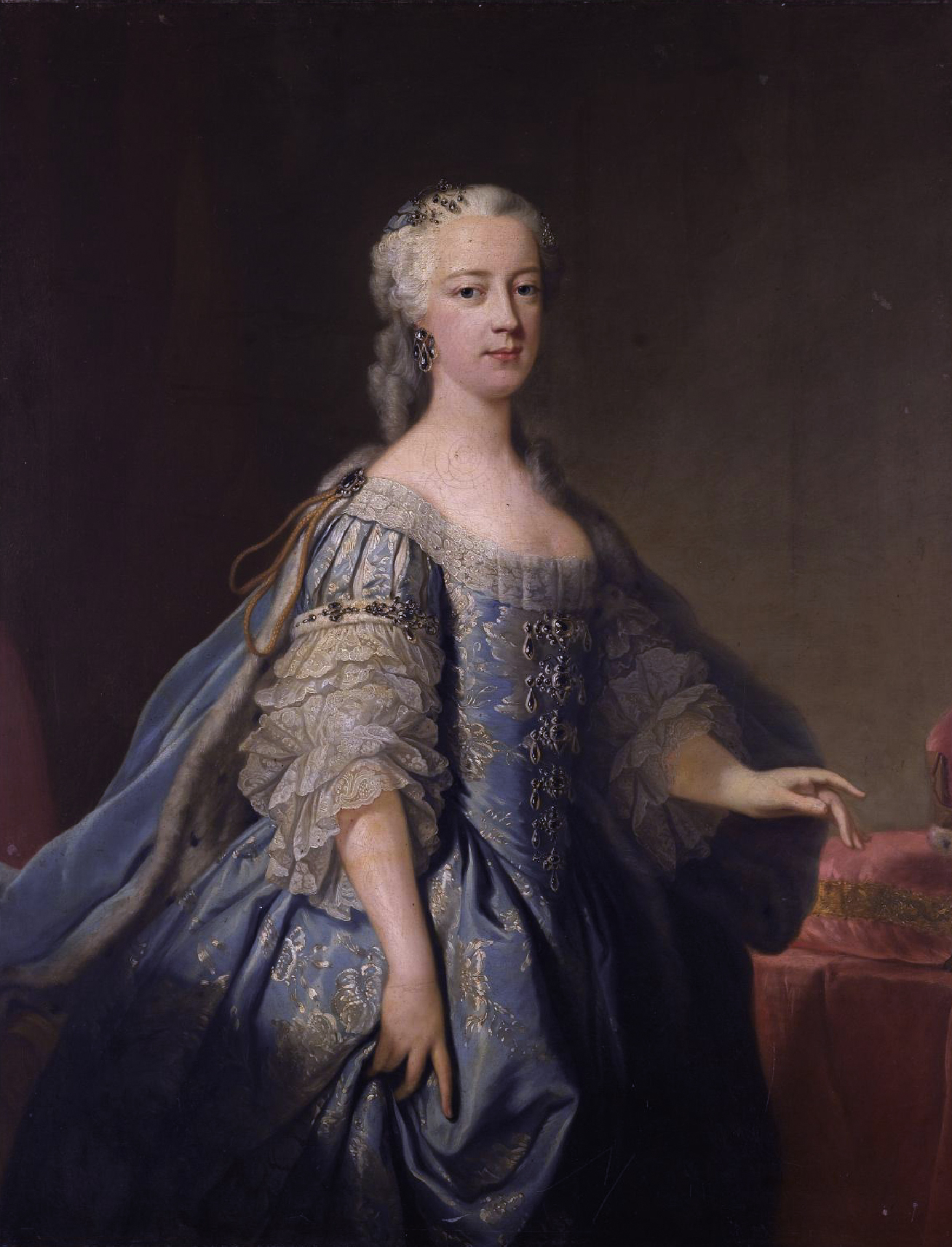
영국의 아멜리아 공주의 초상화, 1738년경